# 오스트리아의 부총리
오스트리아의 부총리는 오스트리아 내각에서 연방총리를 보좌하는 직위이다. 주로 연립 내각에서 제2여당의 대표가 맡는다. 현재 부총리는 녹색당 출신의 베르너 코글러이다.

## 목록

### 제2공화국
| 대수 | 대수 | 그림 | 성명                              | 재임기간         | 재임기간        | 정당             |
| ---- | ---- | ---- | --------------------------------- | ---------------- | --------------- | ---------------- |
|      | 19   |      | 아돌프 셰르프 (1890~1965)         | 1945년 12월 20일 | 1957년 5월 5일  | 사회당           |
|      | 39   |      | 하인츠크리스티안 슈트라헤 (1969~) | 2017년 12월 18일 | 2019년 5월 22일 | 자유당           |
|      | 40   |      | 하르트비히 뢰거 (1965~)           | 2019년 5월 22일  | 2019년 5월 28일 | 국민당           |
|      | 42   |      | 베르너 코글러 (1961~)             | 2020년 1월 7일   | 현직            | 녹색 - 녹색 대안 |

## 같이 보기
- 오스트리아의 연방총리 목록